# Длиннопалый песочник
Длиннопалый песочник (лат. Calidris subminuta) — кулик из семейства бекасовых.

## Описание
Отличается от других мелких песочников и прежде всего от кулика-воробья более длинными пальцами. Длина тела составляет от 13 до 14 см, размах крыльев 33—35 см, масса тела 25—35 г .

## Распространение
Палеарктический вид. Длиннопалый песочник широко распространён в Сибири от южных частей Западной Сибири и Алтая, на восток до Командорских островов. Однако границы его гнездового ареала до настоящего времени полностью не описаны.
Область постоянных летних находок длиннопалого песочника охватывает Анадырский край, Командорские острова, Сахалин, Камчатку, Охотское побережье. Западнее известен из окраин Красноярска, в Минусинской впадине и по южную сторону Саян; постоянно держится эта птица в округе Барнаула. Севернее этих мест длиннопалый песочник не встречался.
На пролете известен в большинстве выше названных мест Западной Сибири, на Алтае, в Туве, в Монголии. В. А. Годлевским найден на весеннем пролёте в конце мая на южном Байкале и в Даурии. Пролетает в Маньчжурии и в Приморском крае, а также в Корее.

## Линька
Общая схема, вероятно, как у всех песочников. Птицы улетают от нас еще без следа зимнего пера, возвращаются в полном брачном наряде.

## Питание
Питается исключительно беспозвоночными животными, которых склёвывает с растений

## Размножение
Гнездится колониями. Гнездо представляет собой простое углубление в осоковой кочке. В кладке 2—4 яйца. Яйца окрашены в бледный серо-зеленый цвет, с разбросанными по всему яйцу светло-бурыми глубокими крапинками и более крупными поверхностными тёмно-бурыми пятнами, сгущающимися на тупом его конце. Размер яиц 29×23,6 мм. Инкубационный период составляет 18—22 дня. В высиживании участвуют обе птицы. Через 17—22 дня птенцы становятся самостоятельными, а в возрасте одного года они становятся половозрелыми.